# Her Sacrifice
Her Sacrifice é um filme mudo norte-americano de 1911 em curta-metragem, do gênero drama, dirigido por D. W. Griffith. O filme foi produzido pela Biograph Company e distribuído por General Film Company

## Elenco
- Charles West
- Vivian Prescott
- Florence La Badie
- Grace Henderson
- Henry Lehrman